# Завод хімії етилену в Лангрео

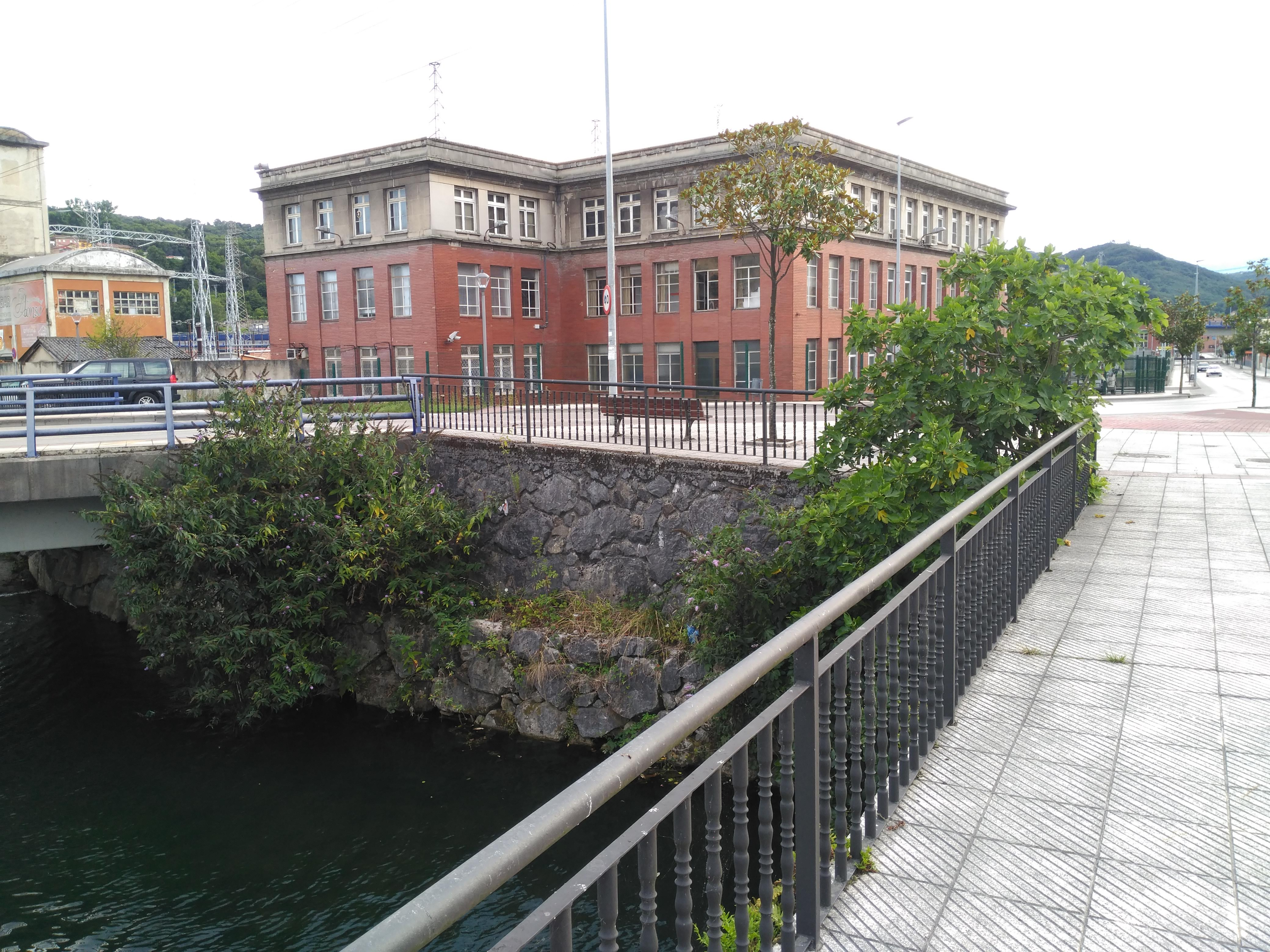
Одна зі споруд Derco (наразі знесена)

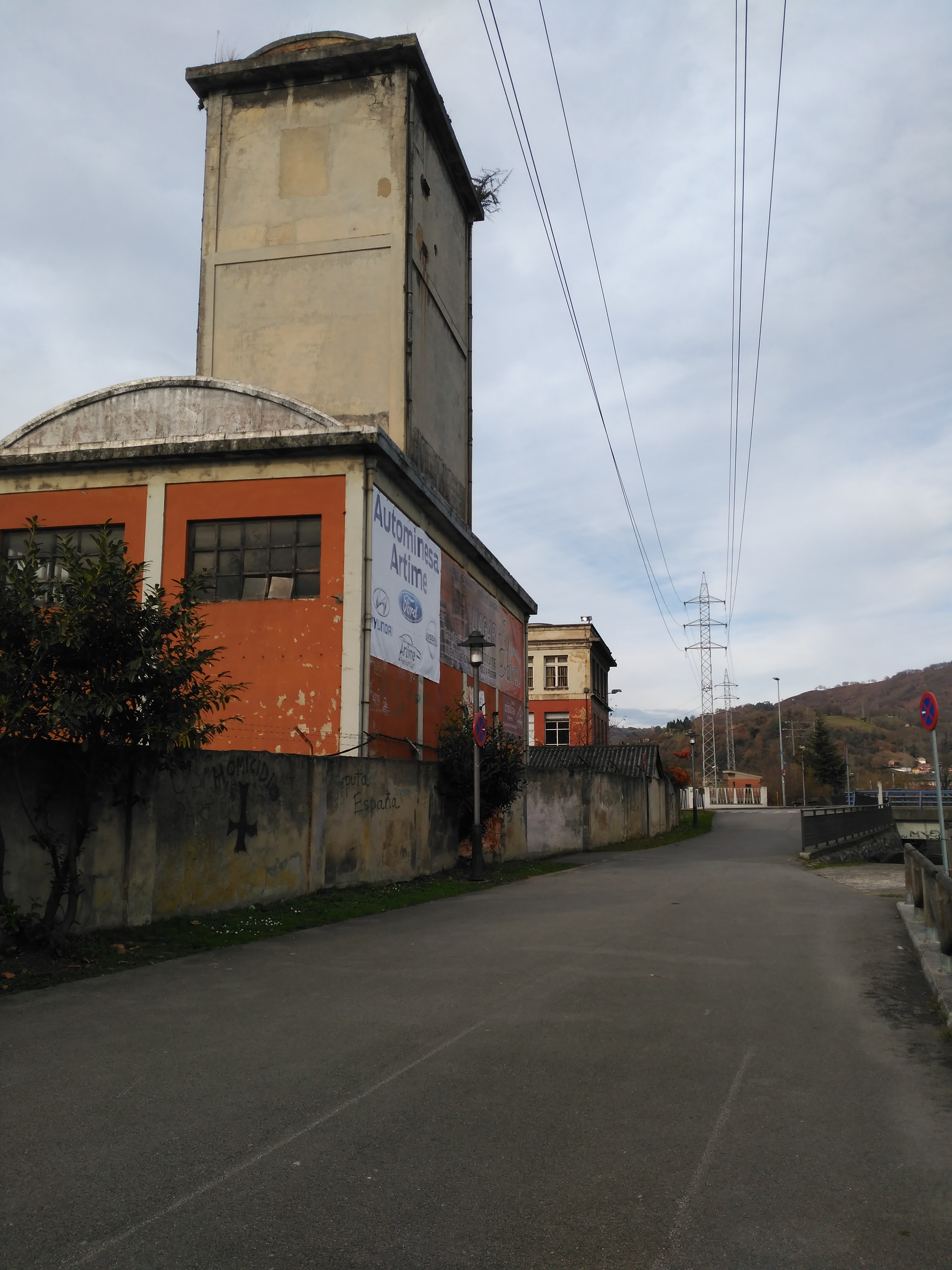
Одна зі споруд Derco

Завод хімії етилену в Лангрео — колишнє хімічне виробництво, що діяло на півночі Іспанії у місті Лангрео.
З 1920-х років у Ла-Фельгера (один з районів муніципалітету Лангрео) діяв завод азотної хімії, що провадив фракціонування коксового газу місцевого металургійного комбінату компанії Duro Felguera. Втім, коксовий газ також містив суттєві обсяги етилену, для монетизації якого в 1950-х роках створили компанію Derivados Del Cok (Derco), засновниками якої виступили тільки-но згадана Duro Felguera, хімічна Unión Española de Explosivos та Banco Urquijo. 
Завод почав роботу в 1957-му та став першим іспанським майданчиком з виробництва хімічної продукції на основі етилену. Фракціонований з коксового газу олефін використовували для отримання оксиду етилену (з наступним продукуванням етиленгліколю) та дихлоретану (напівфабрикат вінілхлориду).
Втім, вже невдовзі розвиток нафтохімії призвів до масового продукування етилену шляхом піролізу нафтопродуктів. В 1964-му в Таррагоні почала роботу піролізна установка компанії IQA, одним із засновників якої виступила Unión Española de Explosivos. У підсумку установку фракціонування етилену в Лангрео вивели з експлуатації, а вискокваліфікованих співробітників Derco перевели в Таррагону.
Також можливо відзначити, що окрім заводів азотної хімії та Derco для використання продуктів фракціонування коксового газу металургійного комбінату в Ла-Фельгері створили компанію Synthetic Chemical Products (PROQUISA), що відбирала бензол та на його основі продукувала фенол та його похідні.